# Gnophos lineolaria
Gnophos lineolaria är en fjärilsart som beskrevs av Rudolf Püngeler 1901. Gnophos lineolaria ingår i släktet Gnophos och familjen mätare. Inga underarter finns listade i Catalogue of Life.